# 父称
父称（ふしょう、英語: patronym）は、人名の一部として用いる、本人の父または男系祖先の名に基づく呼び名である。父系制の民族や文化圏に存在する。姓が使われない場合は姓と同様に使われることもあり、同名の人を区別するため、私生子でないことを言明するため、また家系の呼び名として、あるいは一種の敬称として用いられる。また、歴史的な父称が姓として定着したものもある。

## 父称を用いる民族・文化圏
父称を用いる民族や文化圏には、次のようなものがある。

### スラヴ系
多くのスラブ民族では、先祖の名前に基づく -(v)ich 型の父称が男女の区別無く姓として定着している。一方ロシアなど一部文化圏では、例えばピョートル・イリイーチ・チャイコフスキー（父の名はイリヤー）のように、実父の名に基づく父称をミドルネームのように用いる。これは普段は省略することが多いが、敬意をもって呼ぶときは「ピョートル・イリイーチ」のように「個人名・父称」とするのが基本である。

### セム系・アラブ系
アラブ人には日本のような確固とした制度としての姓がなく、サッダーム・フセインのように、個人名の後に父称を続ける系譜表示（ナサブ）、ビン＝ラーディンのように祖先名やその通称を家名として用いるケース、先祖の職業名を家名とするケース、部族・出身地由来の形容詞を姓のようにラストネームとして用いるケースなどが多く見られる。個人名の後に父親の名前を続けてフルネームとする例はそれほど多くなく、諸外国のファーストネーム＋ラストネームに相当する表記ではファーストネームの後に家名類が来る。
また、イスラム圏ではアラブと同様に父称を用いる地域も多いが、現在ではイランやトルコのように姓（父称に基づくものも多い）を名乗るようになった地域もある。
ユダヤ人も古くは姓がなく、父称が用いられた。

### チュルク系
トルコ人とアゼルバイジャン人ではイルハム・ヘイダル＝オグル・アリエフのような、-oğlu（oğul「息子」の三人称所有形。発音はトルコ語でオール、アゼルバイジャン語でオグル）型の父称がある中間名を持つ人が多い。

### 西ヨーロッパ
ゲルマン人やケルト人の間では、姓がなく父称が用いられた。やがてアイスランド以外では、父称という習慣は廃れ、今では一族が共通の姓を名乗っている。しかし、ウィルソン（ウィルの息子）やマクドナルド（ドナルドの息子）など、父称に由来する姓は今でも数多く使われている。

### モンゴル
現代のモンゴルでも父称が姓のように用いられる。たとえば元横綱白鵬（出生名：ムンフバト・ダヴァジャルガル）の父はジグジドゥ・ムンフバトである。

### 日本
日本には父称をつける習慣はないが、柳田國男によれば、かつて岩手県遠野市の付近では、人の名前を呼ぶ際に必ず上に父親の名前を付ける習慣があったという。たとえば春助の息子が勘太ならば「春助勘太」、女性でも「長九郎きく」などと呼んだ。他に、歴史上では父の官職名を名に付与する場合があった。例えば北条時輔は「相模三郎」と名乗ったが、この「相模」とは父の北条時頼の官職であった相模守に由来する（時輔本人の官職は式部少丞である）。
他にも、仮名の名付けに、親の名を含めることがある。例えば、北条義時の仮名は「小四郎」であるが、これは「4番目の子」の意味ではなく、父の北条時政の仮名である「四郎」に由来しており、「四郎の子」の意味だと考えられている。

## 形式
父称は、父または男系祖先の名に接辞をつけて作るものが多い。例えば、ロシア人のイヴァン（イヴァーン、Иван）の息子はイヴァノヴィチ（イヴァーナヴィチ Иванович）、娘はイヴァノヴナ（イヴァーナヴナ Ивановна）という父称となる。また、祖先の名に拠るイヴァノフ（イヴァーナフ Иванов）および女性形イヴァノヴァ（イヴァーナヴァ Иванова）などの姓もある。ジョージア人の-シビリ（-შვილი）や-ゼ（-ძე）、アルメニア人の-ヤン（-յան）のよう姓も父称に由来する。
このような接辞は、「息子」「娘」という語に由来するものもある。例えば、アイスランドでは現在も基本的に姓はなく、代わりに父の名の属格に息子ならソン (-son)、娘ならドウティル (-dóttir) をつけた父称が用いられている。イングランド系の姓ジョンソン (Johnson) も「ジョンの息子」の意味である（古英語で元来の接辞はingであり、sonはノルマン人の影響によるもの）。ウェールズ系の姓ジョーンズ (Jones) は、祖先名ジョン (John) の属格に拠る父称とも、息子を表す接辞の省略ともみなすことができる（元来のウェールズ語の接辞はapである）。また、Jonesのようなsのつく姓は、「○○の雇われ人」の意味でも用いられた。アイルランド系の姓につくフィツ（Fitz-：ノルマン語に由来）やオウ (O'-)、スコットランド系などのマック (Mac-, Mc-) も元は「○○の（息子）」の意味がある。
アラブ人のナサブもこのタイプで、父の名に息子ならイブン (Ibn-) またはビン (Bin-)、娘ならビント (Bint-) をつけて作る。また、サダム・フセインのようにイブンおよびビンを略すこともある。ユダヤ系でもベニヤミン（ベンジャミン）のように、古くからベン (Ben-) をつけた父称が用いられた。